# De matildiske godser
De matildiske godser var et begreb, der omfattede en række ikke-sammenhængende territorier i Middelalderen. Det omfattede territorier i Toscana, Emilia og Lombardiet, som hovedsageligt i det 12. århundrede spillede en afgørende rolle for tyske konger og tysk-tomerske kejseres Italien-politik, såvel som pavens territoriale politik.